# Ndobian
Ndobian (oder Ndokbian) ist eine Gemeinde in Kamerun in der Region Littoral im Département Nkam. 

## Geografie
Ndobian liegt im Westen Kameruns, etwa 30 Kilometer südöstlich von Bafang entfernt.

## Verkehr
Ndobian liegt am Ende einer Piste, die bei Bazou beginnt.